# Liste der Naturdenkmale in Ockenheim
Die Liste der Naturdenkmale in Ockenheim nennt die im Gemeindegebiet von Ockenheim ausgewiesenen Naturdenkmale (Stand 1. Mai 2024).

## Naturdenkmale
| Nr.         | Bezeichnung                   | Lage                                              | Beschreibung           | Bild                                    |
| ----------- | ----------------------------- | ------------------------------------------------- | ---------------------- | --------------------------------------- |
| ND-7339-017 | Rosskastanie auf dem Friedhof | Gaulsheimer Straße, gegenüber Nr. 14 Lage         | Aesculus hippocastanum | Fotos hochladen                         |
| ND-7339-019 | Femelinde                     | südöstlich des Ortes beim Kloster Jakobsberg Lage | Tilia sp.              | Direkt Bild zu diesem Denkmal hochladen |